# ジョージア・ヘイル
ジョージア・ヘイル（Georgia Hale, 1900年6月25日 - 1985年6月7日）はアメリカ合衆国の女優。チャールズ・チャップリンの映画『黄金狂時代』およびジョセフ・フォン・スタンバーグのデビュー作『救ひを求むる人々』でのヒロインとして映画の歴史にその名前をとどめているが、女優としての活躍期間は短かった。

## 生涯

### 前半生
ジョージア・ヘイル、本名ジョージア・テオドラ・ヘイルは1900年（1905年説もあり）6月25日、ミズーリ州ブキャナン郡セントジョセフの一般的な労働階級の家庭に生まれる。幼年期から思春期までの経歴は詳しくないが、シカゴに出て生活をしていた。ただし、その生活は父親に振り回されていたため順調とは言えず、自分の夢が父親の行為でつぶされたこともしばしばであった。1922年にミス・シカゴを選ぶコンテストに出場して優勝し、その栄冠をもってアトランティックシティにおけるミス・アメリカ・コンテストにも出場したが、こちらは選外に終わった。ミス・アメリカの座は逃したが、ミス・シカゴに選ばれた際の賞金を元手にダンサーとして活躍するため、1923年にハリウッドに移る。しかし、足のけがによりダンサーとしては活躍できなくなり持参金も底をついたため、映画のエキストラで当面食いつなぐこととなった。

### 映画界
ジョージアがエキストラとして出演した作品の中にロイ・ウィリアム・ニールが手掛けたものがあり、その作品の脚本担当と助監督がスタンバーグであった。やがてスタンバーグは製作費わずか3,500ドルで『救ひを求むる人々』を製作して監督デビューを飾ることとなるが、かつて一緒に仕事をしたジョージアの印象が深かったため、『救ひを求むる人々』のヒロインとしてジョージアを呼び寄せた。『救ひを求むる人々』はやがて、詳しいいきさつが不明ながらチャップリンが鑑賞することとなった。チャップリンが『救ひを求むる人々』を見て2日後、チャップリンはジョージアと初めて対面する。当時のチャップリンは『黄金狂時代』の製作中であったが、当初ヒロインとして据えられ、またこの時点ではチャップリンの二番目の妻でもあったリタ・グレイが妊娠したためヒロインの座から退くことを余儀なくされる。チャップリンはリタに代わるヒロイン候補のテストを繰り返した末、1924年12月22日にジョージアをヒロインとして選んだことが発表された。テストの際、ジョージアは単に突っ立っており、笑う演技をしたほかの候補者とは対照的であったが、これがかえってチャップリンの気にいるところとなった。『黄金狂時代』は1925年7月3日にすべての作業が終了ののち封切られ、600万ドル以上の収益を上げる成功作となる。
『黄金狂時代』を完成させたチャップリンは続いて、のちに『サーカス』となる次作の製作に取り掛かるが、そのさなかの1925年12月31日、ジョージアとの契約が更新されることなく終わった。以降、ジョージアとチャップリンの関係は一つの例外を別にすれば個人的な友人の一人に変化する。チャップリンとの契約を終えたジョージアは、ハーバート・ブレノンの1926年製作の映画『或る男の一生』やパウル・フェヨスの1928年製作の映画『ラスト・モーメント』などに出演するが、声としゃべり方がトーキー時代にマッチしないと考えられ、この1928年ごろにいったん映画界から離れる。「一つの例外」は1931年の映画『街の灯』であった。『街の灯』のヒロインであるヴァージニア・チェリルとチャップリンとの息はうまく合っているとは言えず、重要なシーンの撮影を間近に控えたとき、盲目の花売り娘の役をヴァージニアは「美容室の予約がある」という理由で早退を求め、これを聞いたチャップリンは不満が爆発してヴァージニアとの契約を停止してしまった。そして、ヴァージニアとの契約を停止したのと同じ日に、映画界から離れていたジョージアを新しい花売り娘役として迎え入れることとなった。ジョージアと契約した時点ではヴァージニアの出演シーンは2つしか撮られておらず、しかも出来栄えに不満なものであった。さっそくジョージアをヒロインとして撮影が再開され、チャップリンやその周囲のほとんどがジョージアが新しく花売り娘の役を演じることに賛成したものの、側近の一人であるカーライル・ロビンソンが裁判沙汰になると警告したこともあり、チャップリンは10日後にヴァージニアを復帰させることを決断した。ジョージアが演じた花売り娘のテストフィルムは現存しており、チャップリン研究家の大野裕之によれば、テストフィルムでのジョージアは「ちゃきちゃき娘」感があって「情熱的」な演技をし、完成版でのヴァージニアとは大きく異なっていると述べている。ジョージアは花売り娘の役を演じることをひどく熱望していたものの話はなかったこととなり、リンチンチンシリーズの一つである "The Lightning Warrior" に出演したのを最後に映画界から完全に退いた。

### その後
映画界から身を引いたあとのジョージアはダンス教師となり、チャップリンとも1943年ごろまで断続的に交際を続けていた。1960年代にはチャップリンとの交際の日々を記した回想録 "Charlie Chaplin: Intimate Close-Ups" を執筆したが、この回想録はすぐには出版されなかった。1972年には、1952年の再入国禁止処分でアメリカから締め出されたあと、アカデミー名誉賞受賞のため20年ぶりにアメリカの土を踏んだチャップリンと再会し、チャップリンはジョージアが往年の美貌を保持して若々しく見えたことについて、腹立ちに冗談と皮肉を交えて会話をした。チャップリンが故人となった1980年代には、「チャップリンのNGフィルム」を取り上げたイギリスのテムズ・テレビジョンのドキュメンタリー番組 "Unknown Chaplin" へのインタビュー出演（＃外部リンク参照）や、映画史家のデイヴィッド・ロビンソンによるチャップリンの伝記のための取材に応じた。1985年6月7日、ジョージア・ヘイルはハリウッドで亡くなった。84歳没。生前に執筆した "Charlie Chaplin: Intimate Close-Ups" は、死去から10年経った1995年にヘザー・キーナンの編集により日の目を見た。
チャップリンは1920年代後半からテニスを趣味とするようになったが、そのきっかけを与えたのはジョージアであった。

## 主な出演作品
インターネット・ムービー・データベースのデータによる。
- 『救ひを求むる人々』 (1924)
- 『黄金狂時代』 (1925/1942[注釈 3])
- The Rainmaker (1926)
- 『或る男の一生』 (1926)
- Man of the Forest (1926)
- Hills of Peril (1927)
- The Wheel of Destiny (1927)
- A Woman Against the World (1928)
- The Rawhide Kid (1928)
- 『ラスト・モーメント』The Last Moment (1928)
- Gypsy of the North (1928)
- A Trick of Hearts (1928)
- The Floating College (1928)
- The Lightning Warrior (1931)